# Moj sin samo malo sporije hoda
Moj sin samo malo sporije hoda jedna je od najnagrađivanijh predstava u povijesti hrvatskog kazališta nastala po istoimenoj drami Ivora Martinića u režiji Janusza Kice, a u produkciji Zagrebačkog kazališta mladih.

## Povijest
Predstava Moj sin samo malo sporije hoda premijerno je izvedena 26. studenog 2011. godine, te je vrlo brzo postala hit predstava kazališta ZKM. Gostovala je na brojnim kazališnim festivalima u regiji te je bila nominirana u čak sedam kategorija za Nagradu hrvatskog glumišta. Predstava je osvojila glavne nagrade festivala Dana satire Fadila Hadžića i Međunarodnog festivala malih scena, te brojne druge nagrade što je čini jednom od najnagrađivanijih predstava u povijesti hrvatskog kazališta.
Kritike su bile redom pozitivne pa je tako Bojan Munjin u Novostima zapisao: „Mladi dramski pisac Ivor Martinić zasjao je prije dvije godine na regionalnom kazališnom nebu i otada sjaji sve jače. Njegove drame jednostavno i lucidno pogađaju traume današnjice: sumorne atmosfere i škrtih dijaloga, otkrivaju bolna mjesta međuljudskih odnosa, nefunkcionalnih obitelji i nas samih, već obamrlih od egzistencijalnih nedaća i psihosocijalnih košmara.“, dok je Nataša Govedić u Novom listu zapisala „Tekst Ivora Martinića jedan je od najboljih, najslojevitijih dramskih komada recentne domaće autorske ponude, jer se likovi i odnosi mogu tumačiti na izazovno puno različitih načina. Svakako se bave starenjem i neprihvaćanjem bolesti i smrti, ali još je zanimljivije vidjeti što je pisac, i što su glumci napravili s našom fantastičnom i autodestruktivnom, ali jednako tako i spasilačkom sposobnošću poricanja.„ Žiri Međunarodnog festivala malih scena zapisao je: „Riječ je o izuzetnom scenskom djelu u kojem su svi segmenti sjedinjeni u jedinstveni redateljski, glumački i vizualni izričaj čime je ostvarena dinamična, uzbudljiva, homogena i emotivno nabijena predstava koja na izravan način, kapilarno upisan u snažan Martinićev tekst, kroz kompleksne odnose u disfunkcionalnoj obitelji potresno progovara i o razornim pojavama u suvremenom hrvatskom društvu.“
13. travnja 2013. godine održan je prijenos predstave u program Hrvatske radiotelevizije.

## Autorski tim
Tekst: Ivor Martinić

Režija: Janusz Kica

Scenografija: Slavica Radović Nadarević

Kostimografija: Doris Kristić

Igraju:

Ksenija Marinković - Mia

Vedran Živolić - Branko

Sreten Mokrović - Robert

Lucija Šerbedžija - Doris

Doris Šarić-Kukuljica - Ana

Damir Šaban - Oliver

Urša Raukar - Rita

Krešimir Mikić - Mihael

Jadranka Đokić - Sara

Goran Bogdan - Tin

## Nagrade
22. Marulićevi dani, Split

- Marul za najbolju režiju: Janusz Kica

- Marul za najbolju glumicu: Ksenija Marinković

- Marul za najbolju glumicu: Doris Šarić-Kukuljica

- Marul za najbolju scenografiju: Slavica Radović Nadarević

19. Međunarodni festival malih scena, Rijeka

- Nagrada “Veljko Maričić” za najbolju predstavu u cjelini

- Nagrada “Veljko Maričić” za najbolju glumicu: Ksenija Marinković

- Nagrada “Veljko Maričić” za najbolju epizodnu ulogu: Doris Šarić-Kukuljica

- Nagrada “Dorian Sokolić” za najbolju scenografiju: Slavica Radović Nadarević

- Nagrada “Veljko Maričić” za najbolju kostimografiju: Doris Kristić

- Nagrada “Mediteran” žirija dnevne novine “Novi list”: Ksenija Marinković

36. Dani satire Fadila Hadžića, Zagreb

- Nagrada Zlatni smijeh –Velika nagrada Večernjeg lista za najbolju predstavu u cjelini

- Nagrada Zlatni smijeh za najbolju režiju: Janusz Kica

- Nagrada Zlatni smijeh za najbolji tekst: Ivor Martinić

- Glavna nagrada Zlatni smijeh za najbolju žensku ulogu: Ksenija Marinković

- Nagrada Zlatni smijeh za ulogu: Krešimir Mikić

- Nagrada «Ivo Serdar» za ulogu najbolje prihvaćenu od publike: Doris Šarić-Kukuljica

52. MESS, Sarajevo, Bosna i Hercegovina

- Zlatni lovorov vijenac za dramski tekst: Ivor Martinić

1. Teatar.hr Nagrada Publike, Zagreb

- Teatar.hr Nagrada Publike za najbolji novi dramski tekst: Ivor Martinić

20. Nagrada hrvatskog glumišta, Zagreb

- Nagrada Hrvatskog glumišta za dramski tekst: Ivor Martinić

- Nagrada Hrvatskog glumišta za najbolju sporednu žensku ulogu: Doris Šarić-Kukuljica